# Elatostema cultratum
Elatostema cultratum är en nässelväxtart som beskrevs av Wen Tsai Wang. Elatostema cultratum ingår i släktet Elatostema och familjen nässelväxter. Inga underarter finns listade i Catalogue of Life.